# Casale del Pozzo

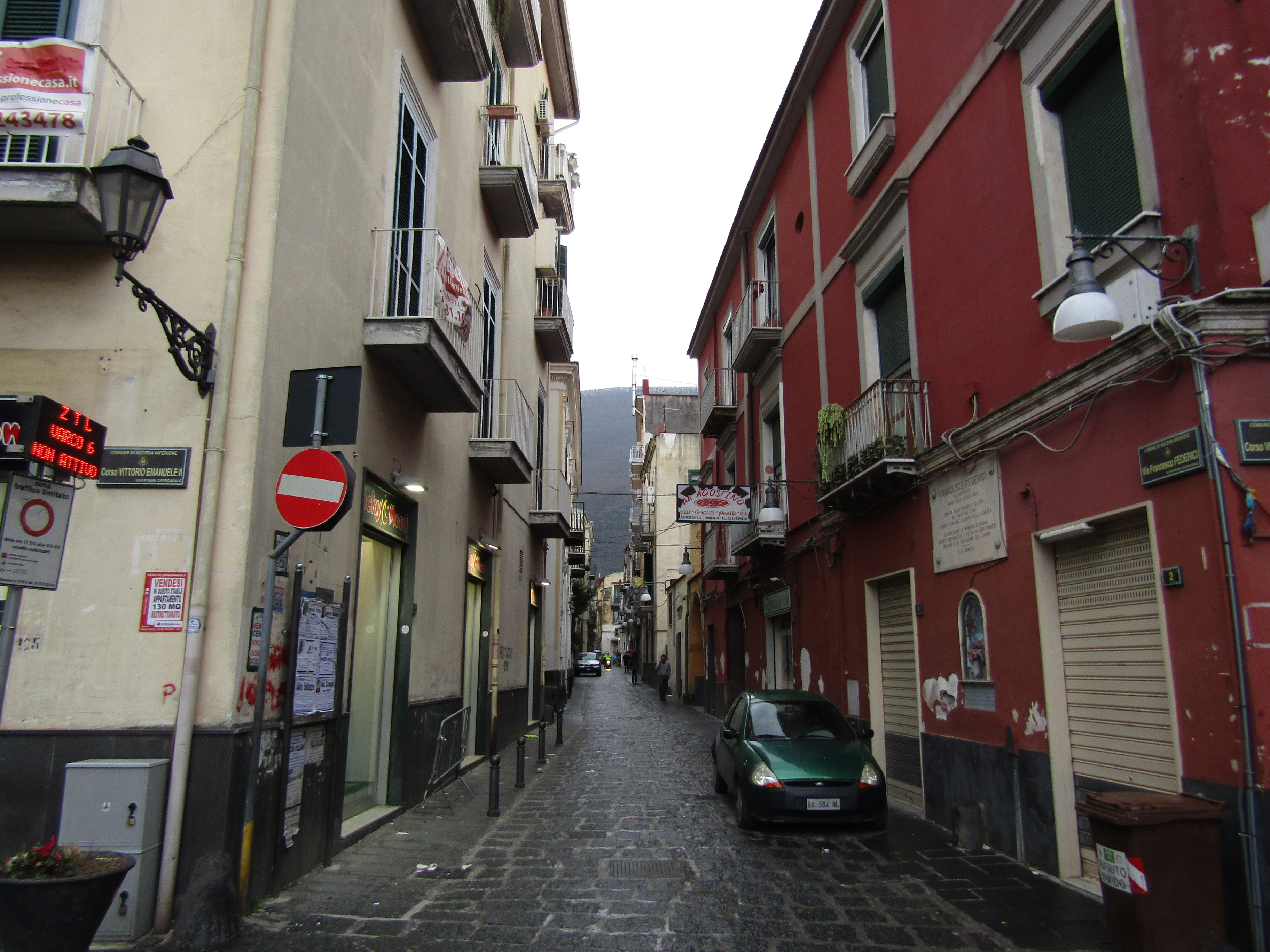
Particular

El Casale del Pozzo es un antiguo barrio de Nocera Inferiore, llamado así por el bien ubicado en la antigua puerta de "Casa Tortora" pozos antes de que hubiera otros ya cubiertos y no está visible.

## Historia

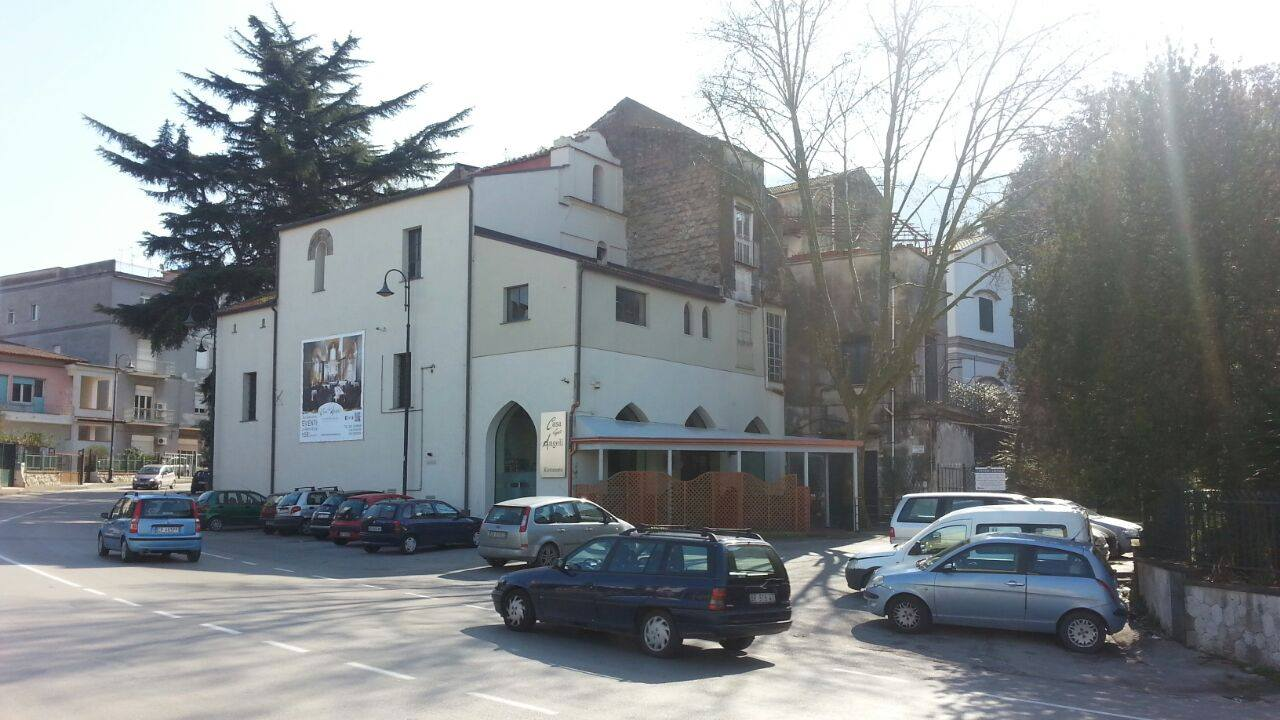
La Iglesia de Sant'Angelo in Grotta

El primer asentamiento tuvo lugar en la Edad Media, cuando los monjes de la Abadía de la Santísima Trinidad de Cava de' Tirreni fundaron la iglesia de Sant'Angelo in Grotta, en 1080.
Parte Universitas Nucerina Trium Casalium. Esta universidad fue creada como una organización independiente a finales del siglo XVI, e incluye gran parte de la antigua ciudad de Nocera Inferiore, conocida hoy como los tres antiguos (Capo Casale, Casale del Pozzo y Casale Nuevo).
Originalmente fue parte de un complejo conocido como Sei Casali. Se incluye, de hecho, Pagliara Crucifijo como incluso las zonas (ahora Plaza Pagliara), la antigua Universidad Autónoma de Sant'Angelo en Grotta (hoy Via Ovidio Forino) y los llamados Strettola Capo Casale (hoy Via Sellitti).

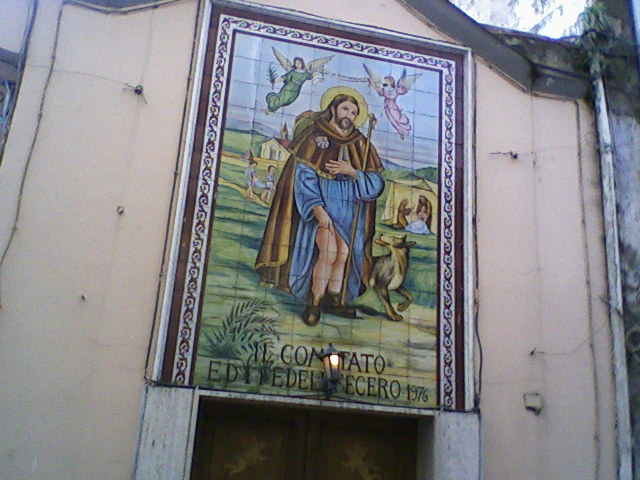
La Iglesia de San Roque

En 1656, los aldeanos construyeron una iglesia en honor a San Roque, después de una epidemia de peste.
Estaban conectados a la parroquia de San Mateo, con quien formó en el siglo décimo octavo, de la Universidad de San Mateo Tre Casali.
Formado a lo largo del antiguo cauce de la llamada, ocuparon la ruta más comercialmente atractivo que permita el desarrollo de las familias ricas como Baldini, las esperanzas, los lombardos, el Boffardi, gatos y Fronda.
Entre los nombres más frecuentemente encontrado en los archivos se encuentra la parroquia Tortora, el Bartiromo
- Datos: Q3661431
- Multimedia: Casale del Pozzo / Q3661431